# Lăutarii de ieri și de azi
Lăutarii de ieri și de azi este o carte scrisă de Viorel Cosma. Ediția I a apărut în 1976, iar ediția a II-a, revăzută și adăugită, a apărut în 1996.
Cartea, lansată la librăria Sadoveanu din centrul Capitalei în 1996, cuprinde cronologia vieții și activitatea creatoare a mai multor lăutari celebri ca: Barbu Lăutaru (n. 1780), Nicolae Picu (n. 1789), Nică Iancu Iancovici (n. 1821), Petrea Crețul Șolcan (n. 1810), Grigore Vindireu (n. 1830), Sava Pădureanu (n. 1848), George Ochialbi, Cristache Ciolac (n. 1870), Nicolae Buică (n. 1855), Grigoraș Dinicu (n. 1889), Fănică Luca (n. 1894), George Boulanger, Petrică Moțoi (n. 1897), Nicu Stănescu (n. 1903), Victor Predescu și Nicușor Predescu (n. 1912), Ionel Budișteanu (n. 1919).